# Ludovico Viberti
Ludovico Blu Art Viberti (Turín, 8 de febrero de 2002) es un deportista italiano que compite en natación, especialista en el estilo braza.
Ganó una medalla de bronce en el Campeonato Mundial de Natación en Piscina Corta de 2024, en la prueba de 4 × 100 m estilos.
Estudió el grado de Ciencia y Tecnología del Transporte Aéreo en la Universidad Telemática Giustino Fortunato.

## Palmarés internacional
| Campeonato Mundial en Piscina Corta | Campeonato Mundial en Piscina Corta | Campeonato Mundial en Piscina Corta | Campeonato Mundial en Piscina Corta |
| Año                                 | Lugar                               | Medalla                             | Prueba                              |
| ----------------------------------- | ----------------------------------- | ----------------------------------- | ----------------------------------- |
| 2024                                | Budapest (Hungría)                  | Medalla de bronce                   | 4 × 100 m estilos                   |